# Ataxia prolixa
Ataxia prolixa är en skalbaggsart som först beskrevs av Bates 1866.  Ataxia prolixa ingår i släktet Ataxia och familjen långhorningar. Inga underarter finns listade.